# Antigua iglesia de San Miguel
La antigua iglesia de San Miguel es una antigua iglesia de Guadix, provincia de Granada, Andalucía, España. Está ubicada en el barrio de Santa Ana.

## Historia
Entre 1558 y 1568 el arquitecto Juan de Arredondo inicia los trabajos, sobre una mezquita, paralizados por la rebelión morisca. En 1580 la dirigen los canteros Juan de Vega y Juan Caderas de Riaño. Para 1670 se paralizan las obras.